# فرانكلين د. فرازير
فرانكلين د. فرازير (بالإنجليزية: Franklin D. Fraser)‏ هو قاضي ومحامي وسياسي أمريكي، ولد في 23 أبريل 1819 في الولايات المتحدة، وتوفي في 10 نوفمبر 1879 بسبب ذات الرئة. حزبياً، نشط في الحزب الجمهوري.